# Anselme Laugel
Pour les articles homonymes, voir Laugel.
Marie Anselme Victor Henri Laugel – dit Anselme –, né à Strasbourg le 3 avril 1851 et mort à Saint-Léonard/Bœrsch le 29 juillet 1928, est un homme politique, un écrivain et un mécène alsacien qui fit partie du cercle de Saint-Léonard.

## Biographie
En 1871, après l'annexion de l'Alsace-Lorraine par l'Empire allemand, il quitta celle-ci pour la France où il travailla au Ministère des Finances puis au secrétariat de la questure du Sénat. Il retourne chaque été en Alsace. Il fait connaissance en 1886 avec Charles Spindler et deviennent amis.
De retour en Alsace en 1891, il fut élu en 1896 pour le canton de Rosheim au Bezirkstag de Basse-Alsace, équivalent du Conseil général du Bas-Rhin. Il siégea ensuite au Landesausschuss (de), parlement régional, de 1900 à 1912.
Grand amateur d'art et admirateur de l'identité alsacienne, il participa, avec ses amis Pierre Bucher et Charles Spindler, à la création de la Revue alsacienne illustrée (1898-1914) et à l'animation du Cercle de Saint-Léonard avec ce dernier. C'est à Saint-Léonard que Gustave Stoskopf écrit sa pièce D'r Herr Maire et il la dédie à Anselme Laugel.
En 1914, craignant d'être arrêté pour ses activités francophiles, il se réfugia en France à la veille de la déclaration de guerre et fut déclaré Landesverräter par les autorités allemandes, c'est-à-dire traître à la patrie. Revenu en 1918, il fut chargé de l'inventaire des musées et des bibliothèques, et de destituer les employés allemands, ce dont il s'acquitta avec zèle. De 1919 à 1928, il est le premier président français de la Société des Amis de la Cathédrale de Strasbourg.
Anselme Laugel était un spécialiste de la culture de l'Alsace. Il écrivit des ouvrages sur ce sujet.

## Œuvres
- Formation du caractère alsacien, 1918
- La Résistance de l'Alsace-Lorraine, 1918
- La Terre fidèle, 1918

## Citations
Aux étudiants alsaciens :
- L'Alsace-Lorraine doit rester pure de tout mélange.

Sur le costume traditionnel alsacien :
- Tout le monde porte le costume spécial : les vieux et les jeunes, les grands et les petits, les hommes et les femmes, et ce costume, tout en ayant un caractère commun, varie cependant constamment et n’est pas porté indifféremment par les habitants d’un village ou par ceux d’un autre : il est fait, dans la localité même, par des couturière ou des tailleurs qui ne se permettaient pas de changer les coupes ; tout essai de modification est sévèrement interdit.